# Yarang
Yarang (em tailandês: ยะรัง) é um distrito da província de Pattani, no sul da Tailândia.